# 帕蒂贊島
68°31′S 78°10′E / 68.517°S 78.167°E
帕蒂贊島，是南極洲的島嶼，位於伊利沙伯女皇地，長6公里，處於朗格內斯灣入口處，根據挪威探險隊拍攝的空中照片繪入地圖，現時由南極條約體系管理。